# Engelbert Bayer
Engelbert Bayer (* 26. Juni 1895 in Oberretzbach; † 25. Mai 1952) war ein österreichischer Politiker (CSP) und Wirtschaftsbesitzer. Bayer war von 1927 bis 1932 Abgeordneter zum Landtag von Niederösterreich.

## Leben
Bayer besuchte die Volksschule und die Bürgerschule in Retz, bevor er die Ackerbauschule in Feldsberg absolvierte. Zwischen 1914 und 1918 leistete Bayer seinen Militärdienst ab. Beruflich war Bayer als Wirtschaftsbesitzer in Oberretzbach tätig, wobei er sich zudem als Gründer und Obmann des Niederösterreichischen Gurkenbauernbundes engagierte. Zudem war Bayer Gründer und späterer Ehrenobmann des Unterstützungsvereins für Pferdeverluste in Retz und Umgebung sowie Ortsbauernratsobmann.
Zwischen 1943 und 1944 wurde Bayer erneut zum Militärdienst eingezogen.

## Politik
Zwischen dem 20. Mai 1927 und dem 21. Mai 1932 vertrat Bayer während der II. Gesetzgebungsperiode die Christlichsoziale Partei im Niederösterreichischen Landtag.